# Kispesti Deák Ferenc Gimnázium
A Kispesti Deák Ferenc Gimnázium Budapest XIX. kerületében (Kispest) a Wekerletelep városrészben található. A délpesti régió lakossága körében kedvelt, több mint 100 éves hagyományokra visszatekintő intézmény.

## Története

### A szülőintézmények
Az 1858-ban alapított Pesti Császári és Királyi Katolikus Főgimnáziumból (mai nevén Berzsenyi Dániel Gimnázium) kiválva alapították 1898-ban a VI. kerületi Főgimnáziumot (mai nevén: Kölcsey Ferenc Gimnázium). A dinamikus növekedés miatt a VI. kerületi leányintézményből kiválva alapították 1903-ban a Budapest X. Kerületi Tisztviselőtelepi Magyar Királyi Állami Főgimnáziumot (későbbi nevén Széchenyi István Gimnázium), melynek fiókintézményeként jött létre a kispesti tanintézmény 1919-ben.

### Az alapítás
A századfordulón és az első világháború alatt dinamikusan fejlődő Kispest lakossága ugrásszerűen megnőtt. Gimnázium híján a tanulni vágyó diákok először Kőbányára a Budapesti X. Kerületi Tisztviselőtelepi Magyar Királyi Állami Főgimnáziumba jártak. Ez az iskola azonban nem tudott minden tanulót befogadni és a megközelítése is nehézkes volt, ezért a kispesti szülők a Vallás- és Közoktatási Minisztériumnál szorgalmazták egy helyi gimnázium létesítését. Kispest községi képviselőtestülete és néptanácsa az őszirózsás forradalom után, 1918. december 23-án, az 1919. évi költségvetés terhére a következő határozatot hozta:

„Miután a községben a munkások zöme alkotja a lakosság számát, egy munkásgimnázium létesítésére szolgáló alapra előirányoztatik 5000 Korona.”

– Kelenváry János

A megszavazott pénzkeret azonban nem volt elégséges egy új épület létrehozásához, így a gimnázium 1919 szeptemberében a Sárkány (ma Ady Endre) út és az Árpád utca sarkán egy bérelt földszintes házban kezdte meg működését 3 osztállyal, 250 tanulóval. A Budapesti X. Kerületi Tisztviselőtelepi Magyar Királyi Állami Főgimnázium Kispesti Fiókintézetének megszervezésére és igazgatására az anyaintézmény klasszikafilológia tanárát Petényi Istvánt bízták meg. Az 1920/1921-es tanévre a Kossuth téri, akkor épült 16 tantermes polgári fiúiskola délután üresen álló osztályait vették igénybe.

### Önálló gimnázium Kispesten
Önálló intézménnyé a település rendezett tanácsú várossá válásával egy időben vált, egyben a kor divatjának megfelelően ekkor vette fel az egykori államférfi nevét. Ettől kezdve Kispesti Állami Deák Ferenc Főgimnázium (1921-1923), majd Kispesti Magyar Királyi Állami Deák Ferenc Reálgimnázium (1924-1934), Kispesti Magyar Királyi Állami Deák Ferenc Gimnázium (1935-1946) néven működött. Az 1928/1929. tanév elején aztán az intézet saját, bár csak ideiglenes otthont kapott. Négy osztály és az igazgatói iroda az Üllői út 192. szám alatt, négy osztály a Nagy Sándor [ma: Nagysándor József] utca 14. szám alatti városi bérházban talált elhelyezést. Ezzel áttértek a délelőtti oktatásra. Kispest város az Üllői út 218. szám alatti a világválság hatására eladásra került Teudloff-Dittrich gyárat megvásárolta, s az átalakítások után a három részből álló épületben kezdődött a gimnázium 1932/1933-as tanéve.

### A világháború, majd a kommunizmus időszaka
1944/1945-ös tanévben a front közeledtével a normális munka egyre lehetetlenebbé vált, a téli hónapokban és a tavasz jó részében a tanítás is szünetelt. Az iskolaépület a háborús sérülések miatt használhatatlanná vált, ezért 1945 májusában az oktatás a kispesti Állami Polgári Leányiskolában indult meg, a megrövidült tanév július végéig tartott. A világháború után először Kispesti Magyar Állami Deák Ferenc Gimnázium (1946-1950) néven működött tovább. 1948 szeptemberétől részben visszatérhetett a tanítás az Üllői úti épületbe 1949-től a kispesti Polgári Fiúiskola épületében folytatódott a tanítás, immáron négy évfolyammal. 1950-től előbb XIX. Ker. Állami Általános Gimnázium néven, majd Landler Jenő Gimnázium (1953-1990) néven működött tovább koedukált osztályokkal.
Külvárosi léte miatt a gimnázium alkalmassá vált néhány „renitens értelmiségi” tanár száműzetési helyének, amelynek általában a tanulás színvonala, maguk a diákok látták igazán hasznát. Az ötvenes évek végén oktatási reform előkészítése kapcsán kapcsolódott be az iskola az ún. 5+1-es rendszerű kísérletbe. Ennek keretében hat tanítási napból ötöt töltöttek a diákok az iskolában, a hatodikat pedig a kerület valamelyik termelő üzemében. A fiúkat a Vörös Csillag Traktorgyár, a lányokat pedig a Vörös Október Ruhagyár és a Hungária Jacquard üzemek fogadták.
1963-ban a wekerletelepi piac helyén megkezdődött az új iskolaépület építése, melybe 1964 szeptemberétől költözött át a gimnázium.

### Újra Deák
Az 1986-ban megalakult Deák Ferenc Gimnázium Öregdiák Baráti Körének kitűzött célja volt, hogy visszaadják az iskola régi nevét. 1990-ben a gimnázium visszavette a Kispesti Deák Ferenc Gimnázium nevet.
1994 és 2013 között hatévfolyamos gimnáziumi képzés is működött az iskolában. 2008-tól esti tagozattal bővült az oktatás.

## Iskolaszerkezet
Az iskola partnerintézménye az Eötvös Loránd Tudományegyetemnek, a Károli Gáspár Református Egyetemnek és a Pázmány Péter Katolikus Egyetemnek. Az egyetemek tanárképzős hallgatói az iskolában végzik gyakorlatukat. A hallgatókat segítő felkészült mentortanárok a legkorszerűbb pedagógiai módszereket alkalmazzák, ez által a diákok jobban fejlődnek és tanulók alkalmazkodóképességét is növeli.
Az iskola a Honvéd Kadét Program keretében a Magyar Honvédség vitéz Reviczky László 1. Területvédelmi Ezred partnerintézménye. Az együttműködés alapján a diákok szabadon választott tantárgy keretében, biztonságos környezetben sokszor kihívást jelentő, érdekfeszítő, jól szervezett, honvédelmi témájú tevékenységeket végeznek. A csatlakozó diákok tanulmányi ösztöndíjban részesülnek.

### Tagozatok

#### Négyévfolyamos gimnáziumi osztály
- Média

#### Ötévfolyamos nyelvi előkészítős osztály
- Angol (emelt szintű) csoportok
- Természettudományos csoport
- Német nemzetiségi nyelvoktató csoport

#### Felnőttoktatás
A felnőttoktatás esti munkarend szerint zajlik.

### Az intézményben oktatott nyelvek
- angol
- német
- francia
- orosz
- olasz

## Statisztikák

Országos Kompetenciamérés telephelyi jelentése – Kispesti Deák Ferenc Gimnázium 2021 – 10.évfolyam matematika

A gimnázium diákjai a tizedik osztályos matematika kompetencia-eredmények képességszint szerinti százalékos megoszlásának tükrében többségében a legjobb képességű 5., 6. és 7.szintbe tartoznak. Az országos átlaghoz és a hasonló négy évfolyamos intézményekhez viszonyítva is jobb kompetenciákkal bírnak.

## Az épület
A gimnázium jelenlegi épületét Jeney Lajos Ybl Miklós-díjas iskolaépítész tervezte.
1960-ban az Építésügyi Minisztérium a Művelődésügyi Minisztériummal közösen országos tervpályázatot hirdetett 12 tantermesre bővíthető 8 tantermes gimnázium típustervének kidolgozására. A beérkezett 57 pályamű közül a megosztott I-II. díjat Jeney Lajos (BUVÁTI) terve nyerte el más pályamű mellett.
A díjnyertes típusterv 16 tanulócsoportra adaptált változata először 1962-63-ban Pesterzsébeten (mai Kossuth Lajos Gimnázium), majd 1963-64-ben a kispesti Gutenberg körúton a volt wekerletelepi piac helyén épült fel.

## A gimnázium neves tanárai
- Cseh-Szombathy László – Széchenyi-díjas magyar szociológus, akadémikus, professor emeritus
- P. Dauner János SDB[4] – szalézi szerzetes pap, kántor; az Egyetemi Templom Don Bosco Ének- és Zenekarának alapítója
- fáji Fáy Lóránt Gyula József – festő, grafikus, szobrász
- Király Dezső – hadapród, szakíró; a faustball, korbball, korfball, tollaslabda szabályainak hazai leírója
- Zipser Sándor – irodalmár, fordító

## A gimnázium híres diákjai
- Bárdy György – Jászai Mari-díjas színművész
- Báthory József – kémikus, vegyészmérnök
- Béres Ilona – színművész; Kispest díszpolgára
- Bodrogi László – országúti kerékpárversenyző olimpikon, magyar bajnok
- Bozsó Péter – színművész; a Petőfi Rádió állomáshangja
- P. Dauner János SDB – kántor-karnagy, pedagógus; Kispest díszpolgára
- Dávid Miklós – építész; Kispest díszpolgára
- Debreczeny Csaba – Jászai Mari-díjas színművész
- Eszterhás István – író, szerkesztő, újságíró
- Gyárfásné Kincses Edit – főiskolai tanár, irodalomtörténész, műfordító
- Gyuricza Péter – újságíró, egyetemi docens[5]
- Harsányi Sulyom László – rendező, egyetemi tanár, színházigazgató
- dr. Istvánfi Sándor – Kispest Önkormányzatának jegyzője; Kispest díszpolgára
- Katona Jenő – gyártásvezető, egyetemi tanár
- dr.Kováts Miklós – ügyvéd; Deák Ferenc Baráti Kör alapító elnöke, Kispest díszpolgára[6]
- Martinszky János – festő, pedagógus, a mohácsi 10 és 50 pengős szükségpénz rajzolója[7]
- Orosz István – egyetemi tanár, esszéista, kritikus, fordító; a Beszélő szamizdat folyóirat kiadója
- Papp Endre – vendéglős; a Mátyás-pince vezetője, Kispest díszpolgára[8]
- Szacsvay-Fehér Tibor – író, költő, újságíró, pedagógus
- Szalay Marianna – színművész
- ifj. Váczi Károly – zongoraművész, zenepedagógus
- Vénusz Gyula – kőfaragó, pedagógus, 56-os forradalmár; Kispest díszpolgára

## Igazgatók
- Petényi István (megbízott 1919-től, kinevezett 1921-1926)
- dr. Resch Aurél (1926-1932)
- Rédai János (1932-1937)
- Dr. Antal Imre (1937-1947)
- Hruska Károly ig.h. megbízott igazgató (1946-1947)
- dr. Nevelős Ágoston (1947-1948)
- Ujváry Béla (1948-1949)
- Brassay Károly (1949-1954)
- Steiner Andor (1954-1965)
- György Endre ig.h. megbízott igazgató (1964-1965)
- Rozsnyai Istvánné (1965-1979)
- Strohmajer Jánosné (1979-1984)
- Tóth Gizella (1984-1990)
- Vörös Zoltánné (1990-1993)
- Baranyai Imre (1993-1994)
- Kiss János (1994-2000)
- Petrovics Judit (2000-2012)
- Fencz Györgyné (2012-2023)
- Tömpe László (2023-)